# Виставка «Кольорові послання з Італії»
«Кольорові послання з Італії» - це виставка, яка розпочала свою роботу у 2012 році у рамках проекту «Дні Італії в Україні». Під час організації проекту відбулись виставки картин італійських художників у Києві та Львові. Після того, як вони були завершені,  тридцять полотен п’ятнадцятьох італійських митців були передані безкоштовно для постійної експозиції у Львівській національній картинній галереї мистецтв. Ця подія сприяла значному зміцненню культурних зв’язків між двома країнами – Україною та Італією.

## Історія
Виставка «Кольорові послання з Італії» була організована та виникла завдяки започаткуванню щорічного проекту «Дні Італії в Україні», організатором якого виступила Торгово-промислова палата Італії в Україні. В 2012 року одним з ключових моментів проведення проекту стала організація виставок сучасного італійського живопису у Києві та Львові. Після їх завершення, 15 художників з Італії – автори робіт, які демонструвались на виставках – передали тридцять полотен Львівській національній картинній галереї мистецтв абсолютно безкоштовно. Головною їх умовою стало те, що роботи мають бути включені до постійно діючої експозиції сучасного мистецтва Італії, місцезнаходження експозиції – Львівська Національна галерея, що розташовується за адресою м. Львів, вул. Стефаника, 3. Полотна були передані галереї 18 вересня 2012 року. Спочатку відкриття планували зробити 25 травня 2012 року, але через трагічну загибель директора Львівської національної картинної галереї мистецтв Бориса Возницького, дату було перенесено.

## Цікаві факти
- Серед картин, представлених на експозиції у Львівській національній картинній галереї мистецтв, можна побачити роботи Андреа Болтро, Роберто Бергонцо, Вітторіо Варре, Роберто Гвадалупі, Марії Джої Дал’Альйо, Сільвано Д’Орсі, Антоніо Згарбосса, Федеріко Ерранте, Марії Крістіни Конті, Чіріо Палумбо, Стефано Пулео, Мауріціо Стелли, Анжело ді Томмазо, Родольфо Тонін та Роберто Феррарі.

- Усі передані для експозиції полотна написані у другій половині 20 століття.

- На урочистому відкритті виставки 26 травня 2012 року були присутні Повноважний посол Італії в Україні Фабріціо Романо та президент Торгово-промислової Палати Італії в Україні (CCIPU) Мауріціо Карневале.

- З 29 жовтня 2014 року на сайті Львівської національної галереї мистецтв ім. Б. Г. Возницького з’явився новий графік роботи : відділи галереї працюють щоденно, окрім понеділка. Туристам, приїжджаючим спеціально для того, щоб подивитись на експозицію сучасного італійського мистецтва, треба мати на увазі, що хоча з вівторка по неділю музей працює до 18 години, придбати квиток у касі можна до 17 години вечора.

- У Києві експозиція картин відбувалась з 30 травня до 3 червня 2014 року. Місце проведення - Національний Дім Художника (вул. Артема, 5).

- Вартість кожної з представлених картин сягає 10-20 тисяч євро.